# Pertti Mattila
Pertti Mattila (28 de março de 1948) é um matemático finlandês, que trabalha com teoria geométrica da medida, análise complexa e análise harmônica. É professor de matemática do Departmento de Matemática e Estatística da Universidade de Helsinque.
Seu livro Geometry of Sets and Measures in Euclidean Spaces: Fractals and Rectifiability é amplamente citado e um livro-texto da área.
Obteve um PhD na Universidade de Helsinque em 1973, orientado por Jussi Väisälä.
Foi palestrante convidado do Congresso Internacional de Matemáticos em Berlim (1998).